# John Mandic
John Joseph Mandic (Los Ángeles, California, 3 de octubre de 1919-Portland, Oregón, 22 de junio de 2003) fue un jugador de baloncesto estadounidense de origen croata que disputó dos temporadas entre la BAA y la NBA, además de jugar en la PCPBL y la NBL. Con 1,93 metros de estatura, jugaba en la posición de ala-pívot.

## Trayectoria deportiva

### Universidad
Jugó durante tres temporadas con los Beavers de la Universidad Estatal de Oregón, siendo el máximo anotador del equipo en todas ellas. En 1942 fue incluido en el mejor quinteto de la Pacific Coast Conference, tras promediar 10,4 puntos por partido, y en el segundo equipo consensuado All-American.

### Profesional
Tras regresar del servicio militar, comenzó su andadura profesional en los Portland Indians de la Pacific Coast Professional Basketball League, una liga menor del oeste de los Estados Unidos. Al año siguiente fue elegido por los Washington Capitols en la lista de negociación del Draft de la NBA de 1947, pero acabó fichando por los Rochester Royals de la NBL, quienes al año siguiente lo cedieron a los Indianapolis Jets, jugando una temporada en la que promedió 4,8 puntos y 1,4 asistencias por partido.
Al año siguiente fue traspasado a Washington Capitols, quienes a su vez, mediada la temporada lo enviaron a los Baltimore Bullets, donde jugó únicamente tres partidos antes de retirarse definitivamente.

## Estadísticas en la BAA y la NBA

### Temporada regular
| Año     | Equipo       | PJ | %TC  | %TL   | ASIS | PTS |
| ------- | ------------ | -- | ---- | ----- | ---- | --- |
| 1948–49 | Indianapolis | 56 | .321 | .652  | 1.4  | 4.8 |
| 1949–50 | Washington   | 22 | .323 | .667  | 0.3  | 2.8 |
| 1949–50 | Baltimore    | 3  | .100 | 1.000 | 0.3  | 1.3 |
| Total   | Total        | 81 | .316 | .660  | 1.1  | 4.1 |